# Banu l-Jarrah
Els Banu l-Jarrah, els jarràhides o la dinastia jarràhida fou una nissaga sorgida la tribu iemenita de Tayy, establerta a diverses regions desèrtiques del nord d'Aràbia i a Palestina.
El primer xeic de la tribu que apareix esmentat és Dàghfal ibn al-Jarrah.
El personatge principal de la família fou al-Mufàrrij ibn Dàghfal que va dominar Palestina en diversos moments. El va seguir el seu fill Hassan ibn al-Mufàrrij. El seu fill Al·laf ibn Hassan fou fet patrici romà d'Orient.
Apareixen més tard els nebots de Mufàrrij, Humayd ibn Mahmud i Hàzim ibn Alí a Damasc vers 1065/1066 al costat de l'alida Ibn Abi-l-Jann que volia ocupar la ciutat; foren capturats i portats al Caire i tancats al magatzem de banderes.
El darrer jarràhida que és esmentat fou Abu-Imran Fadl ibn Rabia ibn Hàzim ibn al-Jarrah que era a Bagdad i es va posar al servei del sultà seljúcida. L'atabeg Dhàhir-ad-Din Tughtikín de Damasc el va expulsar de Síria perquè jugava entre seljúcides i romans d'Orient. Retornat a Bagdad va oferir els seus serveis per lluitar contra el mazyàdida d'Hilla, Sadaka, però després desapareix de les cròniques.